# Пол Кей
Пол Кей (англ. Paul Kaye; нар. 15 грудня 1964) — британський комік і актор. Він відомий своїми образами інтерв'юера Денніса Пенніса в The Sunday Show, нью-йоркського адвоката Майка Страттера в Stratter на MTV, Тороса з Миру в серіалі HBO «Гра престолів» і Лиса Вінсента в комедії BBC «Дворняги».

## Раннє життя
Пол народився в районі Клепхем в Лондоні 15 грудня 1964 року. Він та його сестра-близнючка були всиновлені Джекі та Айвеном Кей, після чого переїхали в район ВУембл, де їхні прийомні батьки тримали магазин спортивного одягу. Кей має єврейське походження. У школі був перспективним спортсменом. Пробігав 100 метрів за вражаючий час для школяра. Пізніше він став шанувальником панк-року, зокрема басиста Sex Pistols Сіда Вішеса. У віці 16 років він вступив до школи мистецтв Гарроу на дворічний базовий курс, який закінчив із відзнакою, перш ніж здобути перший ступінь з театрального дизайну в Університеті Ноттінгема Трент (тоді він називався Політехнічним університетом Трента). 

## Кар'єра

### Рання кар'єра
Після закінчення навчання Пол створював театральні афіші для King's Head, Bush Theatre і Gate Theatre, Notting Hill. Між 1987 і 1989 роками він був сценічним художником в театрі Old Vic Theatre у Ватерлоо та регулярно створював ілюстрації для журналів NME, i-D, Literary Review, Time Out і International Musician. Між 1989 і 1990 роками мав дві виставки ілюстрацій і плакатів, спочатку в Soho House Theatre, а потім у The Drill Hall.
Кей Пол створив та був учасником багатьох груп, зокрема в психоделічній групі We Are Pleb, яка багато грала в лондонському районі Камдені протягом 1988–89 років (одночасно з Blur і Suede). У 1992 році Пол підписав контракт з Go! Discs із групою під назвою TV Eye (створеною з колишніх учасників гурту Eat), яка випустила два сингли «Killer Fly» та «Eradicator».
У 1993 році Кей зняв пілотний випуск в образі Денніса Пенніса, взявши інтерв'ю у власного гурту в нічному інді-шоу на Granada TV під назвою Transmission. Після інтерв'ю Пол вийшов зі знімальною групою, сильно напився й образив багато людей на Оксфорд-стріт. Через 6 місяців ця стрічка якимось чином потрапила до продюсерів Planet 24, і вони запропонували Полу роботу, в його обов'язки входило стукати у двері людей о 6:00 ранку для шоу The Big Breakfast. Пол відмовився від пропозиції, вважаючи за краще залишитися на виплатах по безробіттю та залишатись у своєму гурті We Are Pleb; Зрештою цю роботу взяв Марк Ламарр.
Пол був штатним графічним дизайнером у футбольному клубі «Тоттенгем Готспур». Він мав офіс на Вайт Гарт Лейн і розробляв «мерч» для «Готспур», «Дербі Каунті», «Саутгемптона» та «Астон Вілли», для данського бренду спортивного одягу Hummel International (створював карикатури для Пола Гаскойна, для шкільних ланчбоксів тощо). Як уболівальник футбольного клубу «Арсенал», Кей зізнався, що у своїх роботах для «Тоттенгем Готспур» він намалював гармати, зокрема малюнок нової трибуни «Тоттенхема» написаний пером і тушшю на обкладинці каталогу, де зображено маленьку гармату в натовпі: було надруковано 70 000 екземплярів. На 12 місяців у 1994 році Кей став штатним театральним дизайнером театральної академії Бет Цві в Тель-Авіві, створюючи всі власні постановки в їхньому театрі-студії.
Вперше він з'явився на телебаченні у фільмі «Слово», який таємно знімали в гримерці Олівера Ріда. Кей згадує: «Рід випив дві пляшки горілки, зняв увесь одяг, і я чесно кажучи подумав, що він збирається вбити мене в прямому ефірі. Вдома в ліжку я поклявся собі, що більше ніколи не візьму інтерв'ю у знаменитостей. Цікаво, що через пів року я придумував Денніса Пенніса».
Коли у 1994 році Полу запропонували роботу в The Sunday Show, він переконав свого старого друга Ентоні Гайнса (що працював автомеханіком та колись техніком у TV Eye) допомогти йому створити персонажа Денніса Пенніса. (Пізніше Саша Барон Коен запропонував Гайнсу написати для Алі Джі в «Шоу на одинадцять годин», а потім здобув номінацію на «Оскар» за співавторство у фільмі «Борат» у 2006 році).

### Денніс Пенні́с
Знаменитий інтерв'юер Денніс Пенніс, створений Полом і Гайнсом, був одним із найвідоміших персонажів Пола. Його персонаж був дуже виразний — фарбоване руде волосся, яскраве вбрання, прикрашене значками в стилі панк, і з товстими окулярами, Пенніс виділявся з натовпу та ставив знаменитостям нетипові запитання, починаючи від грайливих і закінчуючи жорстокими. Після коротких виступів у двох епізодах Transmission (шоу інді-музики ITV на початку 1990-х років) Пенніс, як персонаж Пола, наступного разу з'явився в 1995 році в недільному шоу BBC2. Основна ідея полягала в тому, що Пол і знімальна група відвідували прем'єри фільмів, пресконференції та інші різноманітні зібрання знаменитостей, щоб спробувати взяти «інтерв'ю» у зірок в перервах між короткими сценками та скетчами за участю персонажа.
Спочатку знаменитостями, в яких Пенніс брав інтерв'ю, були в основному британськими зірками, яких він «виловлював» на різноманітних заходах у Лондоні: наприклад, актор Г'ю Грант, телеведуча Ульріка Джонссон і спортивний експерт Дес Лінам. 15 вересня 1995 року на BBC2 було випущено півгодинний спеціальний пізній випуск під назвою «Хто за Пенніса?», в якому були присутні кадри, яких до того раніше не бачили і які не було сенсу показати на The Sunday Show через переривання шоу в обідню перерву. Коли персонаж Пенніса став популярним, Пол отримав досить великий бюджет, щоб поїхати на зйомки спеціального двосерійного випуску 9 та 16 серпня 1996 року на BBC2 під назвою «Дуже важливий Пенніс» в Канни, Голлівуд та Венецію. З цього моменту його «жертви» були набагато більш відомими, найвідомішими з яких були Арнольд Шварценеггер, Демі Мур, Кевін Костнер, Морган Фрімен і Брюс Вілліс, ряд інших зірок, що були жертвами Пенніса, були збентежені та незадоволені унікальною лінією запитань. Деякі зірки, наприклад Костнер, образили його у відповідь, а інші, наприклад Мур, просто відмовилися від коментарів і пішли. Було помітно, що Пенніс задоволений виразом огиди на обличчях деяких зірок. Після запитання Пенніса «Чому ти більше не смішний?», адресованого Стіву Мартіну, сталася сварка. Пізніше Мартін скасував усі заплановані інтерв'ю для преси. Пізніше Кей сказав, що деякий час шкодував про це інтерв'ю, але все ж сказав: «Кожен, хто думає, що може покращити Білко та інспектора Клузо, потребує ляпаса, чи не так?».

## Особисте життя
У 1983 році Пол на рік покинув університет і жив в ізраїльському кібуці Гварам, де зустрів ізраїльтянку Орлі Кац. Вони одружилися в 1989 році. У них є двох синів, родина живе в районі Гендон у Лондоні.
У січні 2009 року Пол написав статтю для The Guardian, у якій закликав до миру між Ізраїлем і Палестиною після того, як його теща загинула в результаті ракетного удару ХАМАС по кібуцу Гварам. Він заявив: «Мій старший син має ізраїльське громадянство, і через два роки йому доведеться вибрати — відмовитися від цього громадянства чи воювати в ізраїльській армії. Це буде його особистий вибір. Але, на відміну від палестинців у Газі, у нього він принаймні є».

## Фільмографія
| рік  | Назва                                        | Роль                                         | Примітки          |
| ---- | -------------------------------------------- | -------------------------------------------- | ----------------- |
| 1996 | Very Important Pennis: Uncut                 | Денніс Пенніс                                | відеофільм        |
| 1997 | Dennis Pennis R.I.P.                         | Денніс Пенніс та інші                        | відеофільм        |
| 1999 | Piggy Bank                                   | Берт                                         | короткометражний  |
| 2000 | Yoorinal                                     |                                              | короткометражний  |
| 2002 | Function at the Junction                     | Діджей                                       | короткометражний  |
| 2002 | Blowing It                                   | Майкл                                        | короткометражний  |
| 2003 | A Star Is Porn                               | Майк Струттер                                | відеофільм        |
| 2003 | Blackball                                    | Кліфф                                        |                   |
| 2004 | Агент Коді Бенкс 2: Пункт призначення Лондон | Невіл Трабшоу                                |                   |
| 2004 | Зомбі на ім'я Шон                            | зомбі                                        |                   |
| 2004 | It's All Gone Pete Tong                      | Френкі Вайлд                                 |                   |
| 2004 | Spivs                                        | О'Браєн                                      |                   |
| 2005 | Делікатес / Short Order                      | Берт Стоун, учасник шоу                      |                   |
| 2005 | Матч-пойнт                                   | Агент з нерухомості                          |                   |
| 2005 | The Work of Director Jonathan Glazer         |                                              | відеофільм        |
| 2006 | Фобії                                        | Ксирофобія (боязнь гострих предметів)        | короткометражний  |
| 2006 | Spectropia                                   | гість на балу                                |                   |
| 2007 | Кімната тортур                               | д-р Гелб                                     |                   |
| 2008 | Касс                                         | Сі Пі                                        |                   |
| 2009 | Murder in Mind                               | д-р Стівен Коен                              |                   |
| 2009 | Маліса в країні чудес                        | Гусениця                                     |                   |
| 2010 | Велике Я                                     | Кіз                                          |                   |
| 2010 | Невірний                                     | полісмен                                     |                   |
| 2010 | Straight Way Lost                            | незнайомець                                  | короткометражний  |
| 2011 | к стати крутимA / nuvahood                   | Тоні                                         |                   |
| 2012 | Штовхач                                      | Фіц                                          |                   |
| 2013 | Кіт                                          | Метью Джой                                   |                   |
| 2014 | Дракула нерозказаний                         | Брат Лукіан                                  |                   |
| 2015 | Пан                                          | Мутті Воошт                                  |                   |
| 2016 | Завтра                                       | Майло                                        |                   |
| 2016 | Посібник коміка з виживання                  | Філіп                                        |                   |
| 2018 | Анна і Апокаліпсис                           | Артур Севідж                                 |                   |
| 2021 | The Toll                                     | Кліфф                                        |                   |
| 2022 | Дім                                          | Космос                                       | Антологія Netflix |
| 2022 | Кетрін на ім'я Пташка                        | Сер Джон Генрі Мерго VIII («Кодлата борода») |                   |
| 2023 | Банк Дейва                                   | Рік Перді                                    |                   |
| 2023 | The Puppet Asylum                            | Майстер                                      | короткометражний  |
| 2023 | Nandor Fodor and the Talking Mongoose        | Моріс                                        |                   |
| 2024 | Те Різдво                                    | фермер Іррелл                                | озвучення         |

### Телебачення
| Рік       | Назва                                    | Роль                             | Примітки                                                     |
| --------- | ---------------------------------------- | -------------------------------- | ------------------------------------------------------------ |
| 1990—1992 | The Word                                 | різні ролі                       | 4 епізоди                                                    |
| 1995      | Anyone for Pennis?                       | Денніс Пенніс                    | телефільм                                                    |
| 1995—1997 | The Sunday Show                          | Денніс Пенніс                    | 6 епізодів                                                   |
| 1996      | Top of the Pops                          | Денніс Пенніс                    | 1 епізод                                                     |
| 1996      | Pepsi Top of the Pops                    | Денніс Пенніс                    | 1 епізод                                                     |
| 1996      | Shooting Stars                           | Денніс Пенніс                    | 1 епізод                                                     |
| 1996      | A Girl's Guide to Casinos                | різні ролі                       | телефільм                                                    |
| 1996—1997 | Very Important Pennis                    | Денніс Пенніс та інші            | 3 епізоди                                                    |
| 1997      | The Enormous Election with Dennis Pennis | Денніс Пенніс та інші            | телефільм                                                    |
| 1997      | Seven Sins: Wrath                        | камео                            | короткометражний                                             |
| 1998      | The Pepsi Chart Show                     | Гері Голлівелл                   | 2 епізоди                                                    |
| 1998      | Top of the Pops                          | Денніс Пенніс                    | 1 епізод                                                     |
| 1998      | You Are Here                             | детектив-інспектор Ліндсі Де Пол | телефільм                                                    |
| 1998      | Push                                     | Брайс Гарлан                     | 8 епізодів                                                   |
| 1999      | Le show                                  | нацистський офіцер               | 2 епізоди                                                    |
| 1999      | Mirrorball                               | Гарі Вушт                        | 1 епізод                                                     |
| 1999      | Coming Soon                              | Гюнтер фон Хойдонк               | телефільм                                                    |
| 1999      | Закумарені                               | Гувер                            | 1 епізод                                                     |
| 1999      | The Comedy Trail: A Shaggy Dog Story     | Боб Слей                         | телефільм                                                    |
| 2000      | Громадянин Кей                           | різні ролі                       | Скетч шоу                                                    |
| 2000—2001 | Ідеальний світ                           | Боб Слей                         | 13 епізодів                                                  |
| 2001—2003 | Дві тисячі акрів неба                    | Кенні Марш                       | 17 епізодів                                                  |
| 2004      | Пробудження мертвих                      | д-р Девід Керні                  | 2 епізоди                                                    |
| 2005      | Down to Earth                            | Ґевін                            | 1 епізод                                                     |
| 2006      | Міс Марпл Агати Крісті                   | д-р Емброуз Берт                 | 1 епізод                                                     |
| 2006      | Метушня                                  | Тім Міллен                       | 1 епізод                                                     |
| 2006      | Pickles: The Dog Who Won the World Cup   | Ленні Йоманс                     | телефільм                                                    |
| 2006—2007 | Струтер                                  | Майк Струттер                    | 16 епізодів                                                  |
| 2006—2008 | Modern Toss                              | різні ролі                       | 7 епізодів                                                   |
| 2007      | Angelo's                                 | Кевін                            | 2 епізоди                                                    |
| 2007      | Жителі Іст-Енду                          | Дуглас                           | 1 епізод                                                     |
| 2007—2008 | Chop Socky Chooks                        | д-р Васабі                       | 26 епізодів                                                  |
| 2007—2009 | Королівство                              | Алан Мак-Еван                    | 3 епізоди                                                    |
| 2008      | Готель Вавилон                           | Максвел                          | 1 епізод                                                     |
| 2008      | Tonightly                                | Майк Струттер                    | 1 епізод                                                     |
| 2008      | Масивний                                 | Менні Вестсайд                   | 1 епізод                                                     |
| 2008—2009 | Pulling                                  | Біллі                            | 4 епізоди                                                    |
| 2009      | Gunrush                                  | Ерл                              | телефільм                                                    |
| 2009      | 39 i Pół                                 | Келлі Моран                      |                                                              |
| 2009      | Секретарки / Personal Affairs            | Енді Янг                         | мінісеріал, 1 епізод                                         |
| 2009      | Katy Brand's Big Ass Show                |                                  | 2 епізоди                                                    |
| 2009      | Убивства в Мідсомері                     | Лоренс Манн                      | 1 епізод                                                     |
| 2009      | A Child's Christmases in Wales           | Дядько Горвел                    | телефільм                                                    |
| 2010      | Скінс                                    | Дункан                           | 1 епізод                                                     |
| 2010      | Інспектор Джордж Джентлі                 | Макс Осгуд                       | 1 епізод                                                     |
| 2010      | Lee Mathers                              | Лі Меттерс                       | телефільм                                                    |
| 2010—2011 | Mongrels                                 | Вінс                             | мультфільм                                                   |
| 2011      | Безсоромні                               | Кермін                           | 1 епізод                                                     |
| 2011      | Бути людиною                             | Вінсент                          | 1 епізод                                                     |
| 2011      | Candy Cabs                               | Денніс Вайтгед                   | 3 епізоди                                                    |
| 2013      | Stella                                   | Peschman Hodd                    |                                                              |
| 2013      | Not Going Out                            | Steve                            | Episode: «Magic»                                             |
| 2013      | Ripper Street                            | Gabriel Cain                     | 1 епізод                                                     |
| 2013—2014 | Lilyhammer                               | Duncan Hammer                    | 4 епізоди                                                    |
| 2013—2017 | Game of Thrones                          | Thoros of Myr                    | 10 епізодів                                                  |
| 2014      | Friday Night Dinner                      | Rabbi                            |                                                              |
| 2014      | Jonathan Strange & Mr Norrell            | Vinculus                         |                                                              |
| 2015      | The Interceptor                          | Jago                             | 2 епізоди                                                    |
| 2015      | Humans                                   | Silas Capek                      | 2 епізоди                                                    |
| 2015      | SunTrap                                  | Freddie Mercury                  | 1 епізод                                                     |
| 2015      | Inside No. 9                             | Richard Two-Shoes                | Епізод: «The Trial of Elizabeth Gadge»                       |
| 2015      | Doctor Who                               | Prentis                          | Епізоди: «Under the Lake», «Before the Flood»                |
| 2016      | Murder In Successville                   | Louis Walsh                      | Епізод: «Head, Shoulders, Knees & Toes»                      |
| 2016—2018 | Zapped                                   | Howel                            | Епізоди: «Mr Weaver», «Mr Charisma» & «Mr Wuffles» (Сезон 1) |
| 2017      | Three Girls                              | Jim Winshaw                      |                                                              |
| 2017      | Terry Pratchett: Back in Black           | Sir Terry Pratchett              |                                                              |
| 2018      | Wanderlust                               | Lawrence                         |                                                              |
| 2018      | Dark Heart                               | Jim Duggan                       | 5 і 6 епізоди                                                |
| 2019      | Cold Feet                                | Reverend Daniel Booth            | Сезон 8, 4 і 5 епізоди                                       |
| 2019      | Good Omens                               | Electricity Board Spokesperson   | Епізод: «Saturday Morning Funtime»                           |
| 2019      | Year of the Rabbit                       | Detective Inspector Tanner       | Головна роль, 6 епізодів                                     |
| 2019—2020 | After Life                               | Psychiatrist                     | Сезони 1-2, 12 епізоди                                       |
| 2019—2021 | Vera                                     | Dr. Malcolm Donahue              | Сезон 9,10 і 11 10 епізодів                                  |
| 2020      | The Stranger                             | Patrick Katz                     | 8 епізодів                                                   |
| 2020      | The Third Day                            | The Cowboy                       | 3 епізоди+ 1 спеціальний випуск                              |
| 2020      | The Watch                                | Inigo Skinner                    | 5 епізодів                                                   |
| 2021      | Worzel Gummidge                          | Guy Forks                        | 1 епізод                                                     |
| 2021      | Beforeigners                             | John Roberts                     | 4 епізоди                                                    |
| 2022      | Mood                                     | Kevin                            | Головна роль                                                 |

### Відеоігри
| рік  | Назва                                      | Роль          | Примітки                              |
| ---- | ------------------------------------------ | ------------- | ------------------------------------- |
| 1996 | Ти не знаєш Джека                          | Торт Джек     | Голос, лише версія для Великобританії |
| 2004 | Втеча: Чорний понеділок                    | Леві Статов   | Голос                                 |
| 2022 | Антологія The Dark Pictures: Диявол у мені | Чарльз Лонніт | Голос                                 |

### Музичні відео
1998 — Fat Les, "Vindaloo" — Річард Ешкрофт
1998 — Fat Les, "Naughty Christmas" — офісний працівник

## Нагороди
Кей Пол був номінована на ряд кінопремій:
- Найкращий актор — Американський фестиваль комедійного мистецтва (Перемога) (Все минуло, Піт Тонг)
- Найкращий актор — Method Fest (номінація) (It's All Gone Pete Tong)
- Найкращий актор у головній ролі — Genie Awards (номінація) (It's All Gone Pete Tong)

Його номінували на дві великі театральні премії:
- Найкращий актор другого плану в мюзиклі — WhatsOnStage Awards (номінація) (Мюзикл "Матильда ")
- Найкраща роль другого плану в мюзиклі — Олів'є (номінація) (Мюзикл "Матильда ")